# Episodi di The Affair - Una relazione pericolosa (prima stagione)
La prima stagione della serie televisiva The Affair - Una relazione pericolosa (The Affair) è stata trasmessa sul canale statunitense via cavo Showtime dal 12 ottobre al 21 dicembre 2014.
In Italia, la stagione è andata in onda sul canale satellitare Sky Atlantic dal 7 settembre al 5 ottobre 2016.
| nº | Titolo originale | Titolo italiano       | Prima TV USA     | Prima TV Italia   |
| -- | ---------------- | --------------------- | ---------------- | ----------------- |
| 1  | 1                | Punti di vista        | 12 ottobre 2014  | 7 settembre 2016  |
| 2  | 2                | La festa              | 19 ottobre 2014  | 7 settembre 2016  |
| 3  | 3                | Antiche faide         | 26 ottobre 2014  | 14 settembre 2016 |
| 4  | 4                | Block Island          | 2 novembre 2014  | 14 settembre 2016 |
| 5  | 5                | Athena                | 9 novembre 2014  | 21 settembre 2016 |
| 6  | 6                | Sospetti              | 16 novembre 2014 | 21 settembre 2016 |
| 7  | 7                | Rivelazioni           | 23 novembre 2014 | 28 settembre 2016 |
| 8  | 8                | Terapia               | 7 dicembre 2014  | 28 settembre 2016 |
| 9  | 9                | Basta fare una scelta | 14 dicembre 2014 | 5 ottobre 2016    |
| 10 | 10               | Affronta le tue paure | 21 dicembre 2014 | 5 ottobre 2016    |

## Punti di vista
- Titolo originale: 1
- Diretto da: Mark Mylod
- Scritto da: Sarah Treem e Hagai Levi (soggetto); Sarah Treem (sceneggiatura)

### Trama
Il detective Jeffries interroga Noah Solloway e sua moglie Alison Bailey i quali raccontano la storia del loro primo incontro, ognuno dal suo punto di vista. A quel tempo Noah, che lavorava come insegnante di lettere sperando di poter diventare uno scrittore acclamato, dopo aver già pubblicato un libro di modesto successo, era sposato con Helen Butler dalla quale aveva avuto quattro figli, cioè Whitney, Martin, Trevor e Stacey. Durante l'estate lasciano New York per Montauk, estrema propaggine orientale di Long Island, per trascorrere le vacanze nella lussuosa tenuta di proprietà di Margaret e Bruce, i genitori di Helen. Noah non ha mai avuto un buon rapporto con il suocero dato che Bruce, al contrario del genero uno scrittore di successo, non manca occasione per sminuire Noah e la sua carriera. È proprio a Montauk che conosce Alison, abitante del luogo, a quel tempo sposata con Cole Lockhart. I due sono reduci dalla morte del figlio di 4 anni Gabriel, Alison in balia della sua tristezza non ha mai ricevuto un vero sostegno emotivo da parte di Cole, marito prepotente e possessivo. Quando Noah e la sua famiglia arrivano a Montauk fanno una sosta al Lobster Roll, la tavola calda locale gestita da Oscar Hodges dove Alison lavora come cameriera. Noah rimane immediatamente affascinato dalla ragazza, benché non sia mancata un po' di agitazione dovuta al fatto che Stacey ha quasi rischiato di soffocare ingoiando una biglia. Calata la notte, Noah esce a fare una passeggiata incontra nuovamente Alison a un falò sulla spiaggia. Alison lo porta a casa sua, ma Noah decide di tornare subito dalla famiglia. Al ritorno di Cole i due hanno un litigio e il marito la costringe ad avere un rapporto sessuale sul cofano dell'auto; Noah, attirato dalle urla, osserva di nascosto mentre Alison nota la sua presenza.
Tornando all'interrogatorio con il detective Jeffries, si scopre che Alison e Noah hanno successivamente avuto una bambina.

## La festa
- Titolo originale: 2
- Diretto da: Jeffrey Reiner
- Scritto da: Sarah Treem

### Trama
I Solloway visitano il paese, fermandosi in un ranch dove in gioventù Helen praticava equitazione durante l'estate. Il ranch è di proprietà della famiglia Lockhart, infatti Noah ha modo di rivedere Cole, il marito di Alison, che gestisce il ranch insieme a sua madre Cherry e i suoi tre fratelli minori: Scotty, Hal e Caleb. Dato che c'è un posto vagante al ranch per un lavoro estivo, Martin (esortato dal padre) chiede di essere assunto. Noah, insieme alla piccola Stacey, rincontra Alison al mercatino dove lei vende marmellate a una bancarella. Margaret organizza come ogni anno un ricevimento nella tenuta di Montauk e Oscar propone ad Alison di lavorare al servizio di catering. Alison dapprima è riluttante ma, venuta a sapere che l'evento si terrà alla villa dei Butler, decide di accettare. Noah e Alison hanno così modo di vedersi un'altra volta, per poi sgattaiolare via dalla festa e andare sulla spiaggia dove si scambiano il primo bacio.
Jeffries continua a interrogare Noah e Alison, si scopre così che sta indagando su di loro perché potrebbero essere collegati a un caso di omicidio, infatti un uomo è morto investito da un'auto durante una festa di matrimonio. Tutto fa supporre che si sia trattato di un incidente, ma Jeffries intende indagare più a fondo interrogando tutti i presenti.

## Antiche faide
- Titolo originale: 3
- Diretto da: Jeffrey Reiner
- Scritto da: Eric Overmyer

### Trama
Noah prende appuntamento con Harry, editore letterario, per raccontargli approssimativamente il libro che vuole scrivere: sarà Montauk l'ambientazione della trama e come sfondo, la storia di due innamorati che intraprenderanno una relazione clandestina alle spalle dei loro coniugi, con il protagonista che alla fine ucciderà la donna che ama. Harry si dimostra piuttosto interessato al progetto. Alison, che in seguito alla morte del figlio aveva lasciato il suo lavoro di infermiera, decide di tornare a lavorare in ospedale, ma dopo il colloquio nel reparto pediatrico cambia idea, avendo capito di non essere pronta, e il dolore causato dalla morte del figlio la porta all'autolesionismo: sono ormai anni che si taglia le cosce per sopportare il dolore della perdita. Incuriosito dalla cultura locale, Noah fa il giro della città con Alison come guida, prima in biblioteca, poi al porto. Noah esce di casa dopo un diverbio con Margaret, la quale non fa che trattarlo come un fallito. Durante la consueta assemblea cittadina, Oscar propone un progetto per la realizzazione di una sala da bowling accanto alla tavola calda, al quale però si oppone Cole ritenendo più importante preservare l'identità di Montauk. Lo scontro tra Cole e Oscar riporta in luce un'antica rivalità tra le rispettive famiglie. Finita l'assemblea, Alison e Noah si rivedono e consumano il loro primo rapporto sessuale. Poi tutti e due tornano alle rispettive case.
Durante l'interrogatorio di Jeffries si apprende che anche Oscar è tra i sospettati per l'omicidio della vittima.

## Block Island
- Titolo originale: 4
- Diretto da: Jeffrey Reiner
- Scritto da: Melanie Marnich

### Trama
Nel tentativo di trovare ispirazione per la stesura del suo romanzo, ma anche per avere un po' di intimità con Alison, Noah si reca a Block Island con lei. Durante la gita entrambi rivelano diversi dettagli personali, raggiungendo una forte intimità. Quindi prendono una stanza in un piccolo albergo dove avranno un rapporto sessuale, al seguito del quale affrontano una discussione dovuta all'incapacità di comprendere quale sia la vera natura della loro storia. Infatti entrambi sono ancora legati ai loro consorti, ma ormai quella tra loro non è più solo una storia di sesso, ma si sta trasformando in qualcosa di più profondo. Noah però capisce che Alison ha vissuto una tragedia della quale ancora non vuole parlare. Quando Noah riaccompagna Alison a casa in auto, lei si sblocca e gli racconta la storia sulla morte del figlio, affogato due anni prima a soli quattro anni. L'autolesionismo per lei è solo un espediente per distrarsi dal dolore. La donna invita Noah a passare la serata da lei, in quanto Cole è a Syracuse per comprare un cavallo, e i due si lasciano travolgere dalla passione.

## Athena
- Titolo originale: 5
- Diretto da: Carl Franklin
- Scritto da: Kate Robin

### Trama
Alison riceve inaspettatamente una chiamata dalla clinica in cui è ricoverata sua nonna Joan, malata di Alzheimer: sembra che la figlia Athena (la madre di Alison) sia tornata ed è contraria alla somministrazione delle pillole per la cura della madre. Alison raggiunge la clinica invitando sua madre a non dare fastidio allo staff medico. Alison ha sempre avuto un rapporto conflittuale con Athena a causa della sua mancata presenza genitoriale. Alison e Athena vanno a cena dai Lockhart, dove apprendono che Cherry, la matriarca, ha ricevuto un'offerta di 30 milioni per il ranch; tutti in famiglia sembrano tentati di accettare, tranne Cole che con ostinazione vuole preservare il ranch appartenuto alla famiglia da sette generazioni. Cherry regala ad Alison la sua vecchia fede nuziale, facendogliela indossare con la promessa che si prenderà cura di Cole, ma Athena non trova appropriato il gesto, avendo capito che quello di Cherry è un bieco tentativo di incatenare ancora di più Alison alla famiglia. Questo scatena l'ira di Cole che sottolinea come Cherry, dopo la morte di Gabriel, si sia presa cura di Alison, al contrario di Athena che non è stata di nessun supporto. Athena gli ricorda che comunque era stato proprio lui ad allontanarla dalla famiglia, nonostante la sua volontà di aiutare Alison, accusandolo di essere solo un prepotente. Alison porta via Athena, quest'ultima è convinta che sua figlia da giovane abbia sposato Cole solo perché desiderava un po' di stabilità, ma adesso ha capito che Alison sta cambiando, dato che a suo dire la stabilità è solo un'illusione e se continuerà a stare con Cole finirà col pentirsene. Intanto Noah discute con la moglie Helen su come gestire i drammi adolescenziali di Whitney, nel momento in cui scoprono che la ragazza ha contribuito a causare il tentativo di suicidio di una sua coetanea attraverso episodi di cyberbullismo. Noah impone a Whitney di scusarsi con lei, ma Helen, Margaret e Bruce preferiscono agire con più cautela, temendo che la famiglia della ragazza possa ricorrere agli avvocati per ottenere un risarcimento in denaro. Come sempre Bruce gli ricorda che è lui a mantenere economicamente la famiglia. Noah non trova giusto che Helen non lo sostenga mai contro i genitori. Noah porta Whitney dalla ragazza e la convince a scusarsi con lei, spiegandole l'importanza del compiere le giuste azioni e dicendole che gli sbagli hanno delle conseguenze. Noah ha un altro litigio con Helen perché lei continua ad accettare denaro da Margaret e Bruce, non avendo una grande fiducia nella sua carriera di scrittore. Alla fine Alison e Noah si incontrano nella casa di Phoebe, un'amica di Alison che spesso è fuori per lavoro.

## Sospetti
- Titolo originale: 6
- Diretto da: Carl Franklin
- Scritto da: Dan LeFranc

### Trama
Dopo aver partecipato a una festa in un locale insieme ad Alison e al suo amico di vecchia data Max Cadman, giunto a Montauk dopo il divorzio dalla moglie, Noah trascorre una notte di sesso con Alison e il giorno seguente, notando dei movimenti sospetti da parte della donna, la segue di nascosto fino al porto, maturando l'idea che lei spacci droga. Cole porta al ranch un nuovo cavallo, mentre Martin, che ha passato lì tutta la notte senza tornare a casa, fa colazione con i Lockhart. Noah è al Lobster Roll dove parla con Oscar per raccogliere informazioni sulla città, quando arriva Scotty che esige del denaro da lui e quando Oscar si rifiuta di pagarlo, Scotty lo ruba dalla cassa e picchia Oscar, il quale, fuori di sé della rabbia, chiama la polizia per informarli che i Lockhart spacciano droga. Oscar rivela a Noah che i Lockhart riforniscono di droga la città (in quanto i guadagni del ranch non sono sufficienti) procurandosela attraverso il porto, quindi i sospetti di Noah erano fondati: Alison prende la droga dal porto per portarla nella sede del servizio taxi di Caleb. Oscar è uno dei loro clienti e Scotty ha preso i soldi perché era in ritardo con i pagamenti. Noah avvisa Alison che in effetti ammette di aiutare il marito e i cognati con il traffico della droga. Noah, deluso dalla donna di cui si fidava, torna a casa dei suoceri e fa l'amore con Helen. Alison avvisa Cole che con i fratelli sposta subito la droga. Quando Caleb litiga con Oscar, lui si insospettisce non capendo come abbia fatto Alison ad avvertire prontamente il marito, dato che lei non sapeva che Oscar aveva fatto la soffiata alla polizia. Memore del fatto che Noah era presente quando aveva avvertito le autorità, Oscar capisce che è stato lui ad avvisare Alison e che la sua premura nei confronti della donna è la prova che i due sono amanti. Cole è intenzionato a continuare il traffico di droga, benché Alison, stufa di questa vita, tenti in tutti modi di convincerlo mollare tutto, proponendogli di vendere il ranch così che ognuno possa iniziare una nuova vita. Cole però è irremovibile, non rinuncerà mai al ranch. Poco dopo Alison accompagna Martin alla tenuta Butler dove incontra Noah, il quale però preferisce troncare la relazione.

## Rivelazioni
- Titolo originale: 7
- Diretto da: Ryan Fleck
- Scritto da: Kate Robin

### Trama
Noah ed Helen decidono di partire in modo da lasciarsi alle spalle i vari problemi che hanno avuto durante la vacanza. Oscar, che ormai ha scoperto che Alison e Noah sono amanti, ricatta quest'ultimo chiedendogli diecimila dollari in cambio del silenzio. Tornato a Brooklyn con la famiglia, Noah si rivolge all'amico Max, non disponendo lui stesso della somma, rivelandogli di aver tradito Helen. Max accetta di prestargli il denaro, ma gli consiglia di non farne parola con Helen. Anche Cherry, avendo trovato il biglietto che Noah ha lasciato sulla bicicletta di Alison (e scoprendo così la loro storia), le impone di non dire nulla a Cole per non ferirlo e brucia il biglietto senza farglielo leggere. Poco dopo, in seguito a un malore, Noah rivela alla moglie di averla tradita; Helen capisce subito che la donna a cui si riferisce è Alison, aveva sempre saputo che tra loro c'era qualcosa, o per lo meno lo sospettava. Noah è sinceramente pentito e Helen alla fine, nonostante il dolore, lo perdona. Nel frattempo Cole e Scotty vanno da Oscar nel tentativo di appianare le divergenze, tanto che Cole gli offre il suo sostegno per la realizzazione della sala bowling, ma alla fine i due fratelli lo picchiano quando Oscar rivela che Alison ha tradito Cole. Alison va a trovare la sua amica Jane a New York e dopo aver fumato della marijuana con lei, si reca al negozio di Helen dove le due donne si parlano. Arriva anche Cole che le rivela che qualcuno ha rubato la cocaina che avevano nascosto per sfuggire a un probabile controllo della polizia. Cole vuole sapere con chi lo ha tradito e lei gli confessa che il suo amante era Noah. Cole per la prima volta esprime il suo dolore per la morte di Gabriel: quando suo padre era morto aveva ignorato il dolore sperando di superarlo e lo stesso ha fatto alla morte del figlio, ma in questo modo aveva solo peggiorato la situazione. Ha paura che senza Gabriel il suo matrimonio sia destinato a fallire, aggiungendo che Alison è l'unica cosa che lo fa stare bene. Tornati a Montauk, scoprono che Hal è ricoverato in ospedale, infatti è stato lui a rubare la cocaina: essendo indebitati con i fornitori, Hal ingenuamente voleva restituire la droga sperando di annullare il debito, ma alla fine lo avevano solo picchiato. Cole ha deciso di vendere il ranch, ora ha capito che non vale più la pena continuare a lottare per salvarlo, anche se Cherry adesso stranamente si oppone alla vendita. Cole propone ad Alison di fare un altro bambino.

## Terapia
- Titolo originale: 8
- Diretto da: Ryan Fleck
- Scritto da: Dan LeFranc e Melanie Marnich

### Trama
Noah a Brooklyn e Alison a Montauk cercano di far funzionare i loro matrimoni. Fra Helen e Noah ci sono continui problemi, tanto che lei rifiuta un costoso regalo che lui le fa; vanno anche da una terapista e lì Noah ammette che si è sempre sentito frustrato, dato che ormai non si considera più all'altezza dello standard di perfezione che Helen si era sempre aspettata da lui, pur avendo cercato di agire per il meglio senza fare sbagli, ed è per questo che alla fine l'ha tradita, anche se ora è sinceramente pentito. Whitney si chiude in bagno a vomitare e questo preoccupa i suoi genitori che pensano sia bulimica. I Lockhart si preparano a vendere il ranch, infatti Cole ha assunto un perito che possa valuta la proprietà così che l'agenzia immobiliare trovi un acquirente adatto, mentre i membri della famiglia progettano come spendere il ricavato della vendita. Le cose tra Alison e Cole sembrano migliorare e lei sta cercando di rimanere incinta, sebbene trovi strano l'atteggiamento di Cherry, infatti è convinta che stia cercando delle scuse per ritardare la vendita del ranch. Alison riceve una telefonata da Athena che si trova in ospedale, Joan sta sempre peggio ed è necessario che Alison (legalmente responsabile della nonna) dia il consenso per il DNR. Dato che Margaret non potrà accompagnare Bruce a una premiazione in suo onore che si terrà a Montauk, sarà Noah a farlo, benché Helen abbia delle riserve all'idea che Noah torni nella città dove ha conosciuto la sua amante. Durante la premiazione, in cui Alison è chiamata a lavorare, lei e Noah hanno modo di rivedersi. Bruce è a conoscenza del fatto che loro sono stati insieme e gli rivela che prima di diventare uno scrittore di successo, quando era ancora un insegnante, tradiva Margaret con una studentessa di cui era innamorato. Aveva deciso di troncare la storia per il bene della moglie e della figlia, ma non passa giorno in cui non pensi a lei. Tra l'altro da quando Noah ha smesso di vedere Alison, non riesce più a scrivere nulla. Noah accompagna Alison in ospedale dove purtroppo lei si vede costretta a dare il permesso per il DNR e Joan muore tra le sue braccia. Noah riaccompagna Alison e casa e lei apre il bauletto con i vecchi giocattoli di Gabriel
Jeffries continua le sue indagini, prima va alla rappresentazione del libro di Noah intitolato "La discesa", poi si reca in chiesa al funerale di Scotty: infatti è lui la vittima dell'omicidio. Anche Alison è al funerale e sul suo volto appare un'espressione colpevole. Jeffries va in un hotel lì vicino, il "The End", e scopre che Noah doveva alloggiare lì ma che stranamente aveva cancellato la prenotazione. Jeffries è convinto che lui abbia ucciso Scotty investendolo con l'auto e dopo non ha avuto più il tempo di andare in albergo; quindi Jeffries avanza l'ipotesi che l'auto di Noah, se veramente ha investito la vittima, sia rimasta danneggiata e che per non lasciare tracce Noah debba averla fatta riparare da un meccanico di zona.

## Basta fare una scelta
- Titolo originale: 9
- Diretto da: Jeffrey Reiner
- Scritto da: Dan LeFranc (soggetto); Melanie Marnich e Kate Robin (sceneggiatura)

### Trama
Alison e Noah decidono di continuare la loro relazione e lei va a New Yok a trovarlo; i due amanti fanno sesso a casa di Noah, dato che Helen e i figli sono fuori città. Dentro il cestino dei rifiuti Alison trova un test di gravidanza positivo e pensa che Helen sia di nuovo incinta. Torna quindi a Montauk e in un bar incontra Oscar, finendo per ripicca a letto con lui. Helen e Noah scoprono che Whitney è incinta (questo spiega le nausee che hanno scambiato per bulimia), però ha già preso appuntamento in una clinica per abortire; decide comunque di non svelare l'identità del padre. Noah va alla clinica e lì trova Scotty che chiede di Whitney, così Noah scopre che è stato lui a metterla incita; Noah assale Scotty che scappa dalla clinica. Alison, che ha passato la notte da Oscar, scopre da lui che il ranch ormai non vale più nulla. Alison ha deciso di lasciare il marito e prendersi metà dei soldi della quota di Cole sulla vendita della proprietà, ma Oscar, facendo delle indagini presso la segreteria della contea, ha scoperto che Cherry ha acceso diverse ipoteche sul ranch per ottenere dei prestiti bancari con cui far fronte alle spese di gestione, quindi ormai gran parte del ranch appartiene alle banche e saranno proprio loro a prendersi il grosso del guadagno in caso di vendita; al massimo i Lockhart potranno intascarsi un paio di milioni che dovranno però dividersi, e la somma si ridurrà ulteriormente con le detrazioni fiscali. Noah si confida con Max e ammette che lui e Alison sono ancora amanti, lui la ama e non può fare a meno di lei, sebbene Max lo metta in guardia spiegandogli che la loro storia non funzionerà. Alison si confronta con Cherry che ha nascosto ai suoi figli la vera situazione economica del ranch, mentre loro si illudono che presto saranno milionari. Sebbene Cherry avanzi la minaccia di raccontare a Cole che lei lo tradisce, Alison la informa che lui ne è già al corrente. Cherry, mostrando per la prima volta la sua vera natura crudele e meschina, ammette di aver sempre odiato la nuora, addossando a lei la colpa della morte di Gabriel, dato che Cherry quel giorno avrebbe voluto portarlo in ospedale, cosa che forse gli avrebbe salvato la vita; era stata Alison a opporsi e alla fine il piccolo era morto. Tra l'altro Cherry odia essersi presa cura di lei in seguito al lutto e avrebbe preferito che fosse morta Alison al posto del bambino. Alison torna a casa per preparare le sue cose; proprio in quel momento arriva Cole e Alison decide di lasciarlo, pur essendo ancora innamorata di lui. Noah confessa a Helen di essere ancora innamorato di Alison, anche perché ora lui e la moglie vogliono cose diverse; Helen lo caccia di casa con rabbia e tirando fuori le sue cose dai cassetti, trova anche il reggiseno di Alison, capendo così che Noah ha fatto sesso con lei nella loro casa. Noah parte per Montauk dove alla stazione incontra Alison che sta partendo. Con lei trova anche Cole, disposto a lasciare Montauk con lei. Tuttavia la ragazza sale sul treno da sola, decisa a lasciarsi alle spalle entrambe le storie.

## Affronta le tue paure
- Titolo originale: 10
- Diretto da: Jeffrey Reiner
- Scritto da: Sarah Treem

### Trama
Sono passati quattro mesi da quando Noah ed Alison hanno lasciato i loro coniugi. Lui vive la vita al massimo, portando a letto numerose donne ma cercando allo stesso tempo di non perdere i contatti con i figli, mentre lei risiede lontano da Montauk cercando di dimenticare la sua vita precedente e riallacciando il rapporto con Athena. Durante questo periodo Noah continua a scrivere il suo libro, la prima bozza piace molto a Harry che è desideroso di pubblicarlo elargendo a Noah una cospicua somma di denaro. Un giorno, tornato a casa per trovare i figli, finisce a letto con Helen. Alison torna a Montauk dove Phoebe la ospita; proprio lei spiega ad Alison che la passione che nutriva per Noah era solo illusoria. Alison torna a casa dove vive ancora Cole; il ranch ormai è andato perduto. Alison vuole vendere la casa a Cole, sarebbe pure disposta a cedergliela gratuitamente, ma Cole è ossessionato da lei, affermando che Alison è la sua unica ragione di vita. Alison invece non può tornare con lui perché Cole le ricorda troppo Gabriel.
Jeffries convoca al dipartimento di polizia il meccanico a cui si era rivolto Noah per la riparazione dell'auto. Noah, notando la sua presenza, cerca di corromperlo col denaro, è pronto a offrirgli diecimila dollari in cambio del suo silenzio: non dovrà mai raccontare alla polizia di aver riparato la sua auto. Il meccanico apparentemente accetta facendo però salire il prezzo a ventimila dollari. In realtà ha registrato il dialogo avendo deciso di farlo ascoltare a Jeffries, il quale vede anche il video della telecamera della clinica in cui Noah aggredisce Scotty. Ora Jeffries ha la certezza che è stata l'auto di Noah a investire Scotty, oltre al fatto che aveva un movente avendo il ragazzo messo incinta Whitney. Noah e Alison sono a casa con la loro bambina e Noah si gode i frutti del successo: infatti vogliono girare un film sul suo libro. In quel momento arriva Jeffries che lo arresta con l'accusa di omicidio. Alison gli promette che non lo lascerà finire in prigione.